# Doraturopsis heros
Doraturopsis heros är en insektsart som beskrevs av Melichar 1902. Doraturopsis heros ingår i släktet Doraturopsis och familjen dvärgstritar. Inga underarter finns listade i Catalogue of Life.